# Псунь
Псунь (хорв. Psunj) — гора в південно-західній Славонії на сході Хорватії. Підносячись на 986 метрів над рівнем моря, являє собою найвищу точку Славонії. На півночі переходить у гори Равна і Папук, а з інших боків обмежована рівниною. Псунь розташована на північ від Нова-Градишки та на південний схід від Пакраця. Псунь має ядро палеозойської ери, оточене неогеновими відкладеннями. Вищі частини гір покриті лісами і пасовищами, а нижні — виноградниками і садами. Біля підніжжя західного схилу гори розташувалося місто Липик, знамените своїми термальними джерелами.
На горі встановлено гратчасту вежу заввишки 128,5 метра, яка використовується для транслювання телепередач, а також радіостанцій, що працюють у діапазоні УКХ. Вежу за проєктом професора Мар'яна Іванчича спорудила фірма Mostogradnja в 1962-1963 рр. Спочатку ця вежа була цілком вільностоячою. Нині вона додатково закріплена відтяжками на її верхньому відрізку. 